# ماركو كريستال
ماركو كريستال (بالإستونية: Marko Kristal)‏ هو مدرب كرة قدم ولاعب كرة قدم إستوني، ولد في 2 يونيو 1973 في تالين في إستونيا. شارك مع منتخب إستونيا لكرة القدم. أما مع النوادي، فقد لعب مع نادي إلفسبورغ ونادي فلورا ونادي لاهتي.

## وصلات خارجية
- ماركو كريستال على موقع الاتحاد الدولي (مؤرشف)  (الإنجليزية)
- ماركو كريستال على موقع اتحاد إستونيا (الإنجليزية)
- ماركو كريستال على موقع قاعدة بيانات كرة القدم.إي يو (الإنجليزية)
- ماركو كريستال على موقع ناشيونال فوتبول تيمز (الإنجليزية)
- ماركو كريستال على موقع Soccerway.com (الإنجليزية)
- ماركو كريستال على موقع عالم كرة القدم.نت (الإنجليزية)